# Schwimmweltmeisterschaften 2007
| Medaillenspiegel (Endstand nach 65 Entscheidungen) | Medaillenspiegel (Endstand nach 65 Entscheidungen) | Medaillenspiegel (Endstand nach 65 Entscheidungen) | Medaillenspiegel (Endstand nach 65 Entscheidungen) | Medaillenspiegel (Endstand nach 65 Entscheidungen) | Medaillenspiegel (Endstand nach 65 Entscheidungen) |
| Pl. | Land                                               | G                                                  | S                                                  | B                                                  | Gesamt                                             |
| --- | -------------------------------------------------- | -------------------------------------------------- | -------------------------------------------------- | -------------------------------------------------- | -------------------------------------------------- |
| 1 | USA                                                | 21                                                 | 14                                                 | 5                                                  | 40                                                 |
| 2 | Russland                                           | 11                                                 | 6                                                  | 8 2                                                | 25                                                 |
| 3 | Australien                                         | 9                                                  | 9 2                                                | 8                                                  | 26                                                 |
| 4 | VR China                                           | 9                                                  | 5                                                  | 2                                                  | 16                                                 |
| 5 | Frankreich                                         | 3                                                  | 2                                                  | 2                                                  | 7                                                  |
| 6 | Deutschland                                        | 2                                                  | 5                                                  | 4                                                  | 11                                                 |
| 7 | Polen                                              | 2                                                  | 1                                                  | 1                                                  | 4                                                  |
| 8 | Südafrika                                          | 2                                                  | –                                                  | 1                                                  | 3                                                  |
| 9 | Japan                                              | 1                                                  | 4                                                  | 8                                                  | 13                                                 |
| 10 | Kanada                                             | 1                                                  | 3                                                  | 1                                                  | 5                                                  |
| 11 | Italien                                            | 1                                                  | 2                                                  | 6 2                                                | 9                                                  |
| 12 | Schweden                                           | 1                                                  | 1                                                  | 1                                                  | 3                                                  |
| 13 | Südkorea                                           | 1                                                  | –                                                  | 1                                                  | 2                                                  |
| 13 | Ukraine                                            | 1                                                  | –                                                  | 1                                                  | 2                                                  |
| 15 | Kroatien                                           | 1                                                  | –                                                  | –                                                  | 1                                                  |
| 16 | Spanien                                            | –                                                  | 4                                                  | 3                                                  | 7                                                  |
| 17 | Großbritannien                                     | –                                                  | 2                                                  | 3                                                  | 5                                                  |
| 17 | Niederlande                                        | –                                                  | 2                                                  | 3                                                  | 5                                                  |
| 19 | Simbabwe                                           | –                                                  | 2                                                  | –                                                  | 2                                                  |
| 20 | Ungarn                                             | –                                                  | 1                                                  | 1                                                  | 2                                                  |
| 21 | Schweiz                                            | –                                                  | 1                                                  | –                                                  | 1                                                  |
| 21 | Belarus                                            | –                                                  | 1                                                  | –                                                  | 1                                                  |
| 23 | Ägypten                                            | –                                                  | –                                                  | 1                                                  | 1                                                  |
| 23 | Dänemark                                           | –                                                  | –                                                  | 1                                                  | 1                                                  |
| 23 | Griechenland                                       | –                                                  | –                                                  | 1                                                  | 1                                                  |
| 23 | Österreich                                         | –                                                  | –                                                  | 1                                                  | 1                                                  |
| 23 | Venezuela                                          | –                                                  | –                                                  | 1                                                  | 1                                                  |
| Gesamt 1 | Gesamt 1                                           | 66                                                 | 65                                                 | 64                                                 | 195                                                |
| 1 - Im Wettbewerb über 100 m Freistil der Männer wurden zwei Gold- und keine Silbermedaille vergeben. - Im Wettbewerb über 200 m Brust der Frauen wurden zwei Silbermedaillen und keine Bronzemedaille vergeben. 2 - Oussama Mellouli, der zunächst für Tunesien die Goldmedaille über 800 m Freistil und die Silbermedaille über 400 m Freistil gewonnen hatte, wurde im September 2007 wegen eines früheren Dopingvergehens nachträglich disqualifiziert. Die um ihre Medaillen betrogenen Sportler rückten nach. |                                                    |                                                    |                                                    |                                                    |                                                    |

Die 12. Schwimmweltmeisterschaften fanden vom 17. März bis zum 1. April 2007 in der australischen Stadt Melbourne statt. Der Schwimmweltverband (FINA) vergab die Veranstaltung am 12. Juli 2003 am Rand der Schwimmweltmeisterschaften 2003 in Barcelona. Die Bewerbung Melbournes setzte sich in der Abstimmung mit 15:6 gegen die Kandidatur aus Dubai durch. Australien war damit zum dritten Mal nach 1991 und 1998 Gastgeber der Weltmeisterschaften.
Für die Schwimmwettbewerbe und das Synchronschwimmen wurde ein temporäres Becken in der Rod-Laver-Arena errichtet. Die Wettbewerbe im Wasserspringen und im Wasserball fanden im Melbourne Sports and Aquatic Centre statt. Die Freiwasserwettbewerbe wurden in der Bucht von St Kilda ausgetragen.

## Schwimmen Männer

### Freistil

#### 50m Freistil
Finale am 31. März
| Platz | Land       | Athlet                    | Zeit (s) |
| ----- | ---------- | ------------------------- | -------- |
| 1     | USA        | Benjamin Wildman-Tobriner | 21,88    |
| 2     | USA        | Cullen Jones              | 21,94    |
| 3     | Schweden   | Stefan Nystrand           | 21,97    |
| 4     | Polen      | Bartosz Kizierowski       | 22,00    |
| 5     | Australien | Eamon Sullivan            | 22,05    |
| 6     | Brasilien  | Cesar Cielo Filho         | 22,12    |
| 7     | Südafrika  | Roland Schoeman           | 22,16    |
| 8     | Kanada     | Brent Hayden              | 22,28    |

- WR: Alexander Popow (RUS) 21,64
- CR: Roland Schoeman (RSA) 21,69
- Karel Nový (SUI) wurde im Vorlauf 44. mit 23,37.
- Michael Schubert (GER) wurde im Vorlauf 48. mit 23,44.
- Ein Schwimmer aus Österreich war nicht am Start.

#### 100m Freistil
Finale am 29. März
| Platz | Land           | Athlet                       | Zeit (s) |
| ----- | -------------- | ---------------------------- | -------- |
| 1     | Italien Kanada | Filippo Magnini Brent Hayden | 48,43    |
| 3     | Australien     | Eamon Sullivan               | 48,47    |
| 4     | Brasilien      | Cesar Cielo Filho            | 48,51    |
| 5     | USA            | Jason Lezak                  | 48,52    |
| 6     | Niederlande    | Pieter van den Hoogenband    | 48,63    |
| 7     | Südafrika      | Roland Schoeman              | 48,72    |
| 8     | Südafrika      | Ryk Neethling                | 48,81    |

- Filippo Magnini (ITA) und Brent Hayden (CAN) schlugen in exakt derselben Zeit an; beide holten damit die jeweils erste Goldmedaille für ihr Land.
- WR: Pieter van den Hoogenband (NED) 47,84
- CR: Filippo Magnini (ITA) 48,12
- Dominik Meichtry (SUI) belegte mit 49,27 im Halbfinale Platz 13.
- Jens Schreiber (GER) belegte mit 50,11 im Vorlauf Platz 34; Michael Schubert (GER) belegte mit 50,56 Platz 48.
- Dominik Koll (AUT) belegte mit 50,38 Platz 41.

#### 200m Freistil
Finale am 27. März
| Platz | Land                | Athlet                    | Zeit (min)   |
| ----- | ------------------- | ------------------------- | ------------ |
| 1     | USA                 | Michael Phelps            | 1:43,86 (WR) |
| 2     | Niederlande         | Pieter van den Hoogenband | 1:46,28      |
| 3     | Südkorea            | Tae-Hwan Park             | 1:46,73      |
| 4     | Australien          | Kenrick Monk              | 1:47,12      |
| 5     | Italien             | Massimiliano Rosolino     | 1:47,18      |
| 6     | Volksrepublik China | Zhang Lin                 | 1:47,53      |
| 7     | Deutschland         | Paul Biedermann           | 1:48,09      |
| 8     | Italien             | Nicola Cassio             | 1:49,13      |

- Michael Phelps (USA) verbesserte Ian Thorpes (AUS) WR und CR vom 25. Juli 2001 um 0,2 Sekunden
- Dominik Koll (AUT) wurde 9. mit 1:48,50 im Halbfinale, David Brandl (AUT) wurde 21. mit 1:49,68 im Vorlauf
- Dominik Meichtry (SUI) wurde 11. mit 1:48,54 im Halbfinale
- Stefan Herbst (GER) wurde 27. mit 1:50,25 im Vorlauf.

#### 400m Freistil
Finale am 25. März
| Platz | Land       | Athlet               | Zeit (min) |
| ----- | ---------- | -------------------- | ---------- |
| 1     | Südkorea   | Tae-Hwan Park        | 3:44,30    |
| 2     | Australien | Grant Hackett        | 3:45,43    |
| 3     | Russland   | Juri Prilukow        | 3:45,47    |
| 4     | USA        | Peter Vanderkaay     | 3:46,36    |
| 5     | Italien    | Federico Colbertaldo | 3:48,01    |
| 6     | Australien | Craig Stevens        | 3:48,26    |
| 7     | Ukraine    | Serhij Fessenko      | 3:48,49    |
|       | Tunesien   | Oussama Mellouli     | DSQ        |

- WR Ian Thorpe (AUS) 3:40,08
- CR Ian Thorpe (AUS) 3:40,17
- Dominik Koll (AUT) belegte in 3:50,40 Platz 16, David Brandl (AUT) in 3:51,58 Platz 23.
- Es waren keine deutschen und keine Schweizer Schwimmer am Start.
- Oussama Mellouli (TUN), der ursprünglich Zweitplatzierte, wurde im September 2007 wegen eines früheren Dopingvergehens nachträglich disqualifiziert.[1]

#### 800m Freistil
Finale am 28. März
| Platz | Land       | Athlet               | Zeit (min) |
| ----- | ---------- | -------------------- | ---------- |
| 1     | Polen      | Przemysław Stańczyk  | 7:47,91    |
| 2     | Australien | Craig Stevens        | 7:48,67    |
| 3     | Italien    | Federico Colbertaldo | 7:49,98    |
| 4     | Frankreich | Sébastien Rouault    | 7:52,04    |
| 5     | Ukraine    | Serhij Fessenko      | 7:53,43    |
| 6     | Australien | Grant Hackett        | 7:55,39    |
| 7     | Kanada     | Ryan Cochrane        | 7:56,56    |
|       | Tunesien   | Oussama Mellouli     | DSQ        |

- WR und CR Grant Hackett (AUS) 7:38,65
- Christian Hein (GER) belegte mit 8:00,14 Platz 17.
- David Brandl (AUT) belegte mit 8:05,48 Platz 20, Florian Janistyn (AUT) belegte mit 8:14,26 Platz 29.
- Es war kein Schwimmer aus der Schweiz am Start.
- Oussama Mellouli (TUN), der ursprüngliche Sieger, wurde im September 2007 wegen eines früheren Dopingvergehens nachträglich disqualifiziert.[1]

#### 1500m Freistil
Finale am 1. April
| Platz | Land            | Athlet               | Zeit (min) |
| ----- | --------------- | -------------------- | ---------- |
| 1     | Polen           | Mateusz Sawrymowicz  | 14:45,94   |
| 2     | Russland        | Juri Prilukow        | 14:47,29   |
| 3     | Verein. Königr. | David Davies         | 14:51,21   |
| 4     | USA             | Larsen Jensen        | 14:52,98   |
| 5     | Italien         | Federico Colbertaldo | 14:56,22   |
| 6     | Australien      | Craig Stevens        | 14:59,11   |
| 7     | Australien      | Grant Hackett        | 14:59,59   |
| 8     | USA             | Erik Vendt           | 15:07,76   |

- WR und CR Grant Hackett (AUS) 14:34,56
- Thomas Lurz (GER) belegte im Vorlauf den 16. Platz mit 15:11,26.
- Florian Janistyn (AUT) belegte mit 15:43,64 Platz 29.
- Es war kein Schwimmer aus der Schweiz am Start.

### Schmetterling

#### 50m Schmetterling
Finale am 26. März
| Platz | Land      | Athlet          | Zeit (s) |
| ----- | --------- | --------------- | -------- |
| 1     | Südafrika | Roland Schoeman | 23,18    |
| 2     | USA       | Ian Crocker     | 23,47    |
| 3     | Dänemark  | Jakob Andkjær   | 23,56    |
| 4     | Venezuela | Albert Subirats | 23,57    |
| 5     | Ukraine   | Serhij Breus    | 23,61    |
| 6     | Serbien   | Milorad Čavić   | 23,70    |
| 7     | Schweden  | Lars Frölander  | 23,86    |
| 8     | Slowenien | Peter Mankoč    | 24,14    |

- WR Roland Schoeman (RSA) 22,96
- CR Roland Schoeman (RSA) 22,96
- Thomas Rupprath (GER) wurde 16. mit 24,06 und Benjamin Starke (GER) wurde 23. mit 24,25 (beide im Vorlauf ausgeschieden).
- Dinko Jukić (AUT) wurde 54. mit 25,11 (im Vorlauf ausgeschieden)
- Damien Courtois (SUI) wurde 25. mit 24,39 und Adrien Perez (SUI) wurde 57. mit 25,20 (beide im Vorlauf ausgeschieden)

#### 100m Schmetterling
Finale am 31. März
| Platz | Land      | Athlet                         | Zeit (s) |
| ----- | --------- | ------------------------------ | -------- |
| 1     | USA       | Michael Phelps                 | 50,77    |
| 2     | USA       | Ian Crocker                    | 50,82    |
| 3     | Venezuela | Albert Subirats                | 51,82    |
| 4     | Südafrika | Lyndon Ferns                   | 52,03    |
| 5     | Ukraine   | Andrij Serdinow                | 52,23    |
| 6     | Serbien   | Milorad Čavić                  | 52,53    |
| 7     | Russland  | Nikolai Walerjewitsch Skworzow | 52,54    |
| 8     | Kenia     | Jason Dunford                  | 52,70    |

- WR und CR: Ian Crocker (USA) 50,40
- Damien Courtois (SUI) wurde im Vorlauf 41. mit 54,44.
- Adrien Perez (SUI) wurde im Vorlauf 64. mit 56,04.
- Schwimmer aus Deutschland und Österreich waren nicht am Start.

#### 200m Schmetterling
Finale am 28. März
| Platz | Land                | Athlet             | Zeit (min)   |
| ----- | ------------------- | ------------------ | ------------ |
| 1     | USA                 | Michael Phelps     | 1:52,09 (WR) |
| 2     | Volksrepublik China | Wu Peng            | 1:55,13      |
| 3     | Russland            | Nikolai Skworzow   | 1:55,22      |
| 4     | Neuseeland          | Moss Burmester     | 1:55,35      |
| 5     | Japan               | Ryūichi Shibata    | 1:55,81      |
| 6     | Polen               | Paweł Korzeniowski | 1:55,87      |
| 7     | Griechenland        | Ioannis Drymonakos | 1:56,48      |
| 8     | Volksrepublik China | Chen Yin           | 1:58,15      |

- Michael Phelps (USA) verbesserte seinen eigenen WR (bisher: 1:53,80) sowie seinen eigenen CR (bisher: 1:53,93)
- Dinko Jukić (AUT) wurde mit 1:59,63 im Vorlauf 22.
- Benjamin Starke (GER) wurde mit 2:01,01 im Vorlauf 28.
- Aus der Schweiz war kein Schwimmer angetreten.

### Rücken

#### 50m Rücken
Finale am 1. April
| Platz | Land            | Athlet                 | Zeit (s) |
| ----- | --------------- | ---------------------- | -------- |
| 1     | Südafrika       | Gerhard Zandberg       | 24,98    |
| 2     | Deutschland     | Thomas Rupprath        | 25,20    |
| 3     | Verein. Königr. | Liam Tancock           | 25,23    |
| 4     | Deutschland     | Steffen Driesen        | 25,29    |
| 5     | Verein. Königr. | Matthew Clay           | 25,32    |
| 6     | Griechenland    | Aristeidis Grigoriadis | 25,52    |
| 7     | Japan           | Jun’ya Koga            | 25,56    |
| 8     | Australien      | Matt Welsh             | 25,61    |

- WR und CR: Thomas Rupprath (GER) 24,80
- Flori Lang (SUI) wurde im Halbfinale 9. mit 25,81

#### 100m Rücken
Finale am 27. März
| Platz | Land            | Athlet              | Zeit (s)   |
| ----- | --------------- | ------------------- | ---------- |
| 1     | USA             | Aaron Peirsol       | 52,98 (WR) |
| 2     | USA             | Ryan Lochte         | 53,50      |
| 3     | Verein. Königr. | Liam Tancock        | 53,61      |
| 4     | Russland        | Arkadi Wjattschanin | 53,69      |
| 5     | Österreich      | Markus Rogan        | 53,78      |
| 6     | Südafrika       | Gerhard Zandberg    | 54,59      |
| 7     | Australien      | Matt Welsh          | 54,65      |
| 8     | Japan           | Tomomi Morita       | 55,04      |

- Aaron Peirsol verbesserte seinen eigenen Weltrekord (bisher: 53,17) und den erst einen Tag alten CR von Ryan Lochte (53,51 im Halbfinale)
- Steffen Driesen (GER) verpasste das Finale als Neuntschnellster der Halbfinals um fünf Hundertstelsekunden; Helge Meeuw (GER) schwamm auf Platz 15.
- Flori Lang (SUI) wurde 33. mit 57,10 im Vorlauf

#### 200m Rücken
Finale am 30. März
| Platz | Land            | Athlet              | Zeit (min)   |
| ----- | --------------- | ------------------- | ------------ |
| 1     | USA             | Ryan Lochte         | 1:54,32 (WR) |
| 2     | USA             | Aaron Peirsol       | 1:54,80      |
| 3     | Österreich      | Markus Rogan        | 1:56,02      |
| 4     | Russland        | Arkadi Wjattschanin | 1:57,14      |
| 5     | Rumänien        | Răzvan Florea       | 1:57,31      |
| 6     | Verein. Königr. | James Goddard       | 1:58,88      |
| 7     | Japan           | Tomomi Morita       | 1:59,14      |
| 8     | Verein. Königr. | Gregor Tait         | 1:59,41      |

- Ryan Lochte (USA) verbesserte den WR (bisher 1:54,44) und den CR (1:54,66 am Vortag im Vorlauf) seines Landsmanns Aaron Peirsol
- Helge Meeuw (GER) wurde 25. mit 2:02,34 im Vorlauf, Jens Thiele (GER) wurde 26. mit 2:04,02.
- Aus der Schweiz war kein Schwimmer am Start.

### Brust

#### 50m Brust
Finale am 28. März
| Platz | Land       | Athlet                | Zeit (s) |
| ----- | ---------- | --------------------- | -------- |
| 1     | Ukraine    | Oleh Lissohor         | 27,66    |
| 2     | USA        | Brendan Hansen        | 27,69    |
| 3     | Südafrika  | Cameron van der Burgh | 27,88    |
| 4     | Italien    | Alessandro Terrin     | 28,09    |
| 5     | Japan      | Kōsuke Kitajima       | 28,10    |
| 6     | Israel     | Michael Malul         | 28,19    |
| 7     | Australien | Brenton Rickard       | 28,24    |
| 8     | Ukraine    | Walerij Dymo          | 28,27    |

- WR Oleh Lissohor (UKR) 27,18
- CR James Gibson (GBR) 27,46
- Mark Warnecke (GER) verpasste den Einzug ins Halbfinale um 3 Hundertstel und wurde mit 28,28 nur 17.
- Johannes Neumann (GER) wurde 23. mit 28,50.
- Maxim Podoprigora (AUT) wurde 35. mit 28,91.
- Damien Courtois (SUI) wurde 40. mit 29,28.
- Alwin de Prins (LUX) wurde 46. mit 29,44.

#### 100m Brust
Finale am 26. März
| Platz | Land       | Athlet              | Zeit (min) |
| ----- | ---------- | ------------------- | ---------- |
| 1     | USA        | Brendan Hansen      | 0:59,80    |
| 2     | Japan      | Kōsuke Kitajima     | 0:59,96    |
| 3     | Australien | Brenton Rickard     | 1:00,58    |
| 4     | Ukraine    | Walerij Dymo        | 1:00,60    |
| 5     | Ukraine    | Oleh Lissohor       | 1:00,83    |
| 6     | Bulgarien  | Michail Aleksandrow | 1:01,17    |
| 7     | Russland   | Dmitri Komornikow   | 1:01,24    |
| 8     | Norwegen   | Alexander Dale Oen  | 1:01,67    |

- WR Brendan Hansen (USA) 59,13
- CR Brendan Hansen (USA) 59,37
- Johannes Neumann (GER) wurde 28. mit 1:02,48 (im Vorlauf ausgeschieden)
- Maxim Podoprigora (AUT) wurde 31. mit 1:02.71 (im Vorlauf ausgeschieden)
- Alwin de Prins (LUX) wurde 49. mit 1:04.00 (im Vorlauf ausgeschieden)
- Dimitri Waeber (SUI) wurde 57. mit 1:04.80 (im Vorlauf ausgeschieden)

#### 200m Brust
Finale am 30. März
| Platz | Land       | Athlet          | Zeit (min) |
| ----- | ---------- | --------------- | ---------- |
| 1     | Japan      | Kōsuke Kitajima | 2:09,80    |
| 2     | Australien | Brenton Rickard | 2:10,99    |
| 3     | Italien    | Loris Facci     | 2:11,03    |
| 4     | Italien    | Paolo Bossini   | 2:11,38    |
| 5     | USA        | Eric Shanteau   | 2:11,50    |
| 6     | Ungarn     | Dániel Gyurta   | 2:11,62    |
| 7     | Kanada     | Mike Brown      | 2:12,01    |
| 8     | Russland   | Grigori Falko   | 2:12,16    |

- WR Brendan Hansen (USA) 2:08,50
- CR Kōsuke Kitajima (JAP) 2:09,42
- Maxim Podoprigora (AUT) wurde 27. mit 2:15,80 im Vorlauf
- Johannes Neumann (GER) wurde 35. mit 2:17,72 im Vorlauf
- Dimitri Waeber (SUI) wurde 39. mit 2:20,02 im Vorlauf

### Lagen

#### 200m Lagen
Finale am 29. März
| Platz | Land       | Athlet              | Zeit (min)   |
| ----- | ---------- | ------------------- | ------------ |
| 1     | USA        | Michael Phelps      | 1:54,98 (WR) |
| 2     | USA        | Ryan Lochte         | 1:56,19      |
| 3     | Ungarn     | László Cseh         | 1:56,92      |
| 4     | Brasilien  | Thiago Pereira      | 1:58,98      |
| 5     | Kanada     | Brian Johns         | 1:59,46      |
| 6     | Ungarn     | Tamás Kerékjártó    | 1:59,57      |
| 7     | Litauen    | Vytautas Janušaitis | 1:59,84      |
| 8     | Neuseeland | Dean Kent           | 2:00,73      |

- Michael Phelps (USA) verbesserte seinen eigenen WR (bisher 1:55,84) und CR (bisher 1:56,04) – sein dritter Weltrekord in Melbourne innerhalb von drei Tagen.
- László Cseh (HUN) verbesserte seinen eigenen ER (bisher 1:57,61)
- Dinko Jukić (AUT) belegte mit 2:02,84 Platz 20.
- Jens Thiele (GER) belegte mit 2:05,83 Platz 31.
- Es war kein Schwimmer aus der Schweiz am Start.

#### 400m Lagen
Finale am 1. April
| Platz | Land         | Athlet             | Zeit (min)   |
| ----- | ------------ | ------------------ | ------------ |
| 1     | USA          | Michael Phelps     | 4:06,22 (WR) |
| 2     | USA          | Ryan Lochte        | 4:09,74      |
| 3     | Italien      | Luca Marin         | 4:09,88      |
| 4     | Ungarn       | László Cseh        | 4:14,76      |
| 5     | Griechenland | Ioannis Drymonakos | 4:15,75      |
| 6     | Griechenland | Vasileios Demetis  | 4:16,83      |
| 7     | Ungarn       | Tamás Kerékjártó   | 4:17,32      |
|       | Tunesien     | Oussama Mellouli   | DSQ          |

- Michael Phelps (USA) verbesserte seinen eigenen WR (bisher 4:08,26) und CR (bisher 4:09,09).
- Dinko Jukić (AUT) belegte mit 4:24,65 Platz 20 im Vorlauf.
- Es war kein Schwimmer aus Deutschland oder der Schweiz am Start.
- Oussama Mellouli (TUN), der ursprünglich Viertplatzierte, wurde im September 2007 wegen eines früheren Dopingvergehens nachträglich disqualifiziert.[1]

### Staffel

#### 4 × 100m Freistil
Finale am 25. März
| Platz | Land       | Athleten                                                                         | Zeit (min)   |
| ----- | ---------- | -------------------------------------------------------------------------------- | ------------ |
| 1     | USA        | - Michael Phelps - Neil Walker - Cullen Jones - Jason Lezak                      | 3:12,72 (CR) |
| 2     | Italien    | - Massimiliano Rosolino - Alessandro Calvi - Christian Galenda - Filippo Magnini | 3:14,04      |
| 3     | Frankreich | - Fabien Gilot - Frédérick Bousquet - Julien Sicot - Alain Bernard               | 3:14,68      |
| 4     | Südafrika  |                                                                                  | 3:14,77      |
| 5     | Australien |                                                                                  | 3:15,89      |
| 6     | Schweden   |                                                                                  | 3:16,09      |
| 7     | Kanada     |                                                                                  | 3:16,91      |
| 8     | Brasilien  |                                                                                  | 3:17,03      |

- WR USA 3:12,46
- Die Staffel der Vereinigten Staaten verbesserte ihren eigenen CR (bisher 3:13,77).
- Die deutsche Staffel mit Jens Schreiber, Michael Schubert, Jens Thiele und Lars Conrad schied im Vorlauf mit 3:19,00 als 10. aus.
- Die Schweizer Staffel mit Dominik Meichtry, Karel Nový, Alessandro Gaffuri und Flori Lang schied im Vorlauf mit 3:19,22 als 11. aus.

#### 4 × 200m Freistil
Finale am 30. März
| Platz | Land            | Athleten                                                         | Zeit (min)   |
| ----- | --------------- | ---------------------------------------------------------------- | ------------ |
| 1     | USA             | - Michael Phelps - Ryan Lochte - Klete Keller - Peter Vanderkaay | 7:03,24 (WR) |
| 2     | Australien      | - Patrick Murphy - Andrew Mewing - Grant Brits - Kenrick Monk    | 7:10,05      |
| 3     | Kanada          | - Brian Johns - Brent Hayden - Richard Say - Andrew Hurd         | 7:10,70      |
| 4     | Verein. Königr. |                                                                  | 7:11,28      |
| 5     | Italien         |                                                                  | 7:12,31      |
| 6     | Russland        |                                                                  | 7:14,86      |
| 7     | Japan Polen     |                                                                  | 7:17,46      |

- Die Staffeln aus Japan und Polen beendeten das Rennen gleichzeitig auf Rang 7.
- Die US-Staffel verbesserte den WR und den CR, bisher beides Australien mit 7:04,66
- Die deutsche Staffel mit Paul Biedermann, Stefan Herbst, Benjamin Starke und Lars Conrad verpasste mit 7:19,22 als 9. im Vorlauf das Finale knapp.
- Die österreichische Staffel mit Dominik Koll, Dinko Jukić, David Brandl und Florian Janistyn wurde 17. mit 7:22,58 im Vorlauf.
- Eine Staffel aus der Schweiz war nicht am Start.

#### 4 × 100m Lagen
Finale am 1. April
| Platz | Land            | Athleten                                                                       | Zeit (min) |
| ----- | --------------- | ------------------------------------------------------------------------------ | ---------- |
| 1     | Australien      | - Matt Welsh - Brenton Rickard - Andrew Lauterstein - Eamon Sullivan           | 3:34,93    |
| 2     | Japan           | - Tomomi Morita - Kōsuke Kitajima - Takashi Yamamoto - Daisuke Hosokawa        | 3:35,16    |
| 3     | Russland        | - Arkadi Wjattschanin - Dmitri Komornikow - Nikolai Skworzow - Jewgeni Lagunow | 3:35,51    |
| 4     | Südafrika       |                                                                                | 3:35,92    |
| 5     | Verein. Königr. |                                                                                | 3:36,18    |
| 6     | Italien         |                                                                                | 3:37,67    |
| 7     | Frankreich      |                                                                                | 3:37,85    |
| 8     | Rumänien        |                                                                                | 3:38,86    |

- WR: USA 3:30,68
- CR: USA 3:31,54
- Die favorisierte Staffel der USA wurde nach einem Wechselfehler im Vorlauf disqualifiziert.
- Die deutsche Staffel mit Helge Meeuw, Johannes Neumann, Benjamin Starke und Michael Schubert wurde mit 3:41,50 im Vorlauf 15.
- Eine Staffel aus der Schweiz oder aus Österreich war nicht am Start.

### Freiwasserschwimmen

#### 5 Kilometer
18. März
| Platz | Land         | Athlet              | Zeit (min) |
| ----- | ------------ | ------------------- | ---------- |
| 1     | Deutschland  | Thomas Lurz         | 56:49,6    |
| 2     | Russland     | Jewgeni Dratzew     | 56:50,7    |
| 3     | Griechenland | Spyridon Gianniotis | 56:56,6    |

- Christian Hein (GER) wurde 10. mit 57:11,5
- Österreichische oder Schweizer Schwimmer waren nicht am Start.

#### 10 Kilometer
21. März
Die Entscheidung fiel im Fotofinish. Nachdem die beiden Erstplatzierten zunächst zeitgleich das Ziel erreicht hatten, wurden erstmals bei Langstrecken-Weltmeisterschaften Hundertstelsekunden herangezogen. Danach hatte der Sieger Wladimir Djattschin 6 Hundertstelsekunden Vorsprung auf den Zweitplatzierten Thomas Lurz.
| Platz | Land        | Athlet              | Zeit (h)    |
| ----- | ----------- | ------------------- | ----------- |
| 1     | Russland    | Wladimir Djattschin | 1:55:32,5 * |
| 2     | Deutschland | Thomas Lurz         | 1:55:32,5   |
| 3     | Russland    | Jewgeni Dratzew     | 1:55:47,3   |

- *die Zeit wurde um 6/100 Sekunden nach unten korrigiert, Fotofinish
- Christian Hein (GER) wurde 5. mit 1:55:49,43
- Österreichische oder Schweizer Schwimmer waren nicht am Start.

#### 25 Kilometer
25. März
| Platz | Land     | Athlet           | Zeit (h)  |
| ----- | -------- | ---------------- | --------- |
| 1     | Russland | Juri Kudinow     | 5:16:45,5 |
| 2     | Italien  | Marco Formentini | 5:18:36,8 |
| 3     | Ägypten  | Mohamed Zanaty   | 5:19:23,2 |

- Toni Franz (GER) gab auf.
- Österreichische oder Schweizer Schwimmer waren nicht am Start.

## Schwimmen Frauen

### Freistil

#### 50m Freistil
Finale am 1. April
| Platz | Land        | Athletin          | Zeit (s) |
| ----- | ----------- | ----------------- | -------- |
| 1     | Australien  | Lisbeth Lenton    | 24,53    |
| 2     | Schweden    | Therese Alshammar | 24,62    |
| 3     | Niederlande | Marleen Veldhuis  | 24,70    |
| 4     | Deutschland | Britta Steffen    | 24,79    |
| 5     | USA         | Kara Lynn Joyce   | 24,83    |
| 6     | Australien  | Jodie Henry       | 24,96    |
| 7     | Frankreich  | Malia Metella     | 25,02    |
| 8     | USA         | Natalie Coughlin  | 25,31    |

- WR: Inge de Bruijn (NED) 24,13
- CR: Inge de Bruijn (NED) 24,45
- Daniela Götz (GER) wurde im Vorlauf 19. mit 25,83.
- Fabienne Nadarajah (AUT) wurde mit 26,41 im Vorlauf 25. und Marilies Demal (AUT) kam mit 26,60 auf Platz 31.
- Aus der Schweiz war keine Schwimmerin am Start.

#### 100m Freistil
Finale am 30. März
| Platz | Land        | Athletin          | Zeit (s)    |
| ----- | ----------- | ----------------- | ----------- |
| 1     | Australien  | Lisbeth Lenton    | 53,40 (CR=) |
| 2     | Niederlande | Marleen Veldhuis  | 53,70       |
| 3     | Deutschland | Britta Steffen    | 53,74       |
| 4     | USA         | Natalie Coughlin  | 53,87       |
| 5     | Kanada      | Erica Morningstar | 54,10       |
| 6     | Australien  | Jodie Henry       | 54,21       |
| 7     | Schweden    | Josefin Lillhage  | 54,67       |
| 8     | Frankreich  | Malia Metella     | 54,77       |

- WR: Britta Steffen (GER) 53,30
- Lisbeth Lenton stellte den CR von Natalie Coughlin vom Vortag ein.
- Birgit Koschischek (AUT) wurde 31. mit 56,75 im Vorlauf.
- Aus der Schweiz war keine Schwimmerin am Start.

#### 200m Freistil
Finale am 28. März
| Platz | Land            | Athletin            | Zeit (min)   |
| ----- | --------------- | ------------------- | ------------ |
| 1     | Frankreich      | Laure Manaudou      | 1:55,52 (WR) |
| 2     | Deutschland     | Annika Lurz         | 1:55,68      |
| 3     | Italien         | Federica Pellegrini | 1:56,97      |
| 4     | USA             | Katie Hoff          | 1:57,09      |
| 5     | Schweden        | Josefin Lillhage    | 1:57,90      |
| 6     | USA             | Dana Vollmer        | 1:58,30      |
| 7     | Verein. Königr. | Caitlin McClatchey  | 1:59,28      |
| 8     | Polen           | Otylia Jędrzejczak  | 2:01,53      |

- Laure Manaudou (FRA) verbesserte den WR und CR von Federica Pellegrini aus dem Halbfinale vom Vortag (1:56,47)
- Annika Lurz (GER) gewann am 4. Wettkampftag die erste Medaille für die deutschen Beckenschwimmer bei dieser WM. Sie verbesserte den deutschen Rekord (und ehemaligen Weltrekord) von Franziska van Almsick um fast 1 Sekunde (bisher: 1:56,64).
- Meike Freitag schied im Halbfinale mit 1:59,60 als 14. aus.
- Schwimmerinnen aus Österreich und der Schweiz waren nicht am Start.

#### 400m Freistil
Finale am 25. März
| Platz | Land            | Athletin            | Zeit (min)   |
| ----- | --------------- | ------------------- | ------------ |
| 1     | Frankreich      | Laure Manaudou      | 4:02,61 (CR) |
| 2     | Polen           | Otylia Jędrzejczak  | 4:04,23      |
| 3     | Japan           | Ai Shibata          | 4:05,19      |
| 4     | USA             | Katie Hoff          | 4:05,65      |
| 5     | Italien         | Federica Pellegrini | 4:05,79      |
| 6     | USA             | Kate Ziegler        | 4:06,99      |
| 7     | Verein. Königr. | Joanne Jackson      | 4:07,42      |
| 8     | Australien      | Linda Mackenzie     | 4:07,64      |

- WR Laure Manaudou (FRA) 4:02,13
- Laure Manaudou verbesserte ihren eigenen CR (bisher 4:05,29)
- Flavia Rigamonti (SUI) wurde 16. mit 4:11,85 im Vorlauf
- Es waren keine deutschen oder österreichischen Schwimmerinnen am Start.

#### 800m Freistil
Finale am 31. März
| Platz | Land       | Athletin         | Zeit (min)   |
| ----- | ---------- | ---------------- | ------------ |
| 1     | USA        | Kate Ziegler     | 8:18,52 (CR) |
| 2     | Frankreich | Laure Manaudou   | 8:18,80      |
| 3     | USA        | Hayley Peirsol   | 8:26,41      |
| 4     | Spanien    | Erika Villaécija | 8:27,59      |
| 5     | Frankreich | Sophie Huber     | 8:28,23      |
| 6     | Japan      | Ai Shibata       | 8:31,73      |
| 7     | Südafrika  | Wendy Trott      | 8:32,60      |
| 8     | Australien | Kylie Palmer     | 8:34,96      |

- WR Janet Evans (USA) 8:16,22
- Kate Ziegler (USA) verbesserte den CR von Hannah Stockbauer (GER) (bisher 8:23,66)
- Flavia Rigamonti (SUI) wurde mit 8:38,22 im Vorlauf 14.
- Es war keine österreichische oder deutsche Schwimmerin am Start.

#### 1500m Freistil
Finale am 27. März
| Platz | Land       | Athletin         | Zeit (min)    |
| ----- | ---------- | ---------------- | ------------- |
| 1     | USA        | Kate Ziegler     | 15:53,05 (CR) |
| 2     | Schweiz    | Flavia Rigamonti | 15:55,38      |
| 3     | Japan      | Ai Shibata       | 15:58,55      |
| 4     | Spanien    | Erika Villaécija | 16:05,83      |
| 5     | USA        | Hayley Peirsol   | 16:12,84      |
| 6     | Dänemark   | Lotte Friis      | 16:20,82      |
| 7     | Chile      | Kristel Köbrich  | 16:27,13      |
| 8     | Frankreich | Laure Manaudou   | 16:42,17      |

- WR Janet Evans (USA) 15:52,10
- Kate Ziegler (USA) verbesserte den CR von Hannah Stockbauer (GER) (bisher 16:00,18)
- Flavia Rigamonti (SUI) verbesserte den ER von Hannah Stockbauer (GER) (bisher 16:00,18)
- Es war keine österreichische oder deutsche Schwimmerin am Start.

### Schmetterling

#### 50m Schmetterling
Finale am 31. März
| Platz | Land                | Athletin              | Zeit (s) |
| ----- | ------------------- | --------------------- | -------- |
| 1     | Schweden            | Therese Alshammar     | 25,91    |
| 2     | Australien          | Danni Miatke          | 26,05    |
| 3     | Niederlande         | Inge Dekker           | 26,11    |
| 4     | Schweden            | Anna-Karin Kammerling | 26,32    |
| 5     | USA                 | Rachel Komisarz       | 26,41    |
| 6     | Österreich          | Fabienne Nadarajah    | 26,77    |
| 7     | Singapur            | Li Tao                | 26,80    |
| 8     | Volksrepublik China | Zhou Yafei            | 27,06    |

- WR: Anna-Karin Kammerling (SWE) 25,57
- CR: Therese Alshammar (SWE) 25,82
- Antje Buschschulte (GER) wurde im Halbfinale 9. mit 26,89.
- Daniela Samulski (GER) schied im Vorlauf mit 27,46 als 19. aus.
- Marilies Demal (AUT) wurde im Vorlauf 24. mit 27,83.
- Es war keine Schweizer Schwimmerin am Start.

#### 100m Schmetterling
Finale am 26. März
| Platz | Land                | Athletin          | Zeit (s)   |
| ----- | ------------------- | ----------------- | ---------- |
| 1     | Australien          | Lisbeth Lenton    | 57,15 (CR) |
| 2     | Australien          | Jessicah Schipper | 57,24      |
| 3     | USA                 | Natalie Coughlin  | 57,34      |
| 4     | Niederlande         | Inge Dekker       | 58,30      |
| 5     | USA                 | Rachel Komisarz   | 58,34      |
| 6     | Frankreich          | Alena Popchanka   | 58,73      |
| 7     | Volksrepublik China | Zhou Yafei        | 58,76      |
| 8     | Volksrepublik China | Xu Yanwei         | 59,22      |

- WR Inge de Bruijn (NED) 56,61
- Lisbeth Lenton stellte einen neuen CR auf (bisher Jessicah Schipper (AUS) 57,23)
- Antje Buschschulte (GER) wurde 11. mit 59,12 und Daniela Samulski (GER) wurde 14. mit 59,35 (im Halbfinale).
- Birgit Koschischek (AUT) wurde 22. mit 1:00,19 im Vorlauf.
- Eine Schwimmerin aus der Schweiz war nicht am Start.

#### 200m Schmetterling
Finale am 29. März
| Platz | Land                | Athletin            | Zeit (min) |
| ----- | ------------------- | ------------------- | ---------- |
| 1     | Australien          | Jessicah Schipper   | 2:06,39    |
| 2     | USA                 | Kimberly Vandenberg | 2:06,71    |
| 3     | Polen               | Otylia Jędrzejczak  | 2:06,90    |
| 4     | Volksrepublik China | Jiao Liuyang        | 2:07,22    |
| 5     | Kanada              | Audrey Lacroix      | 2:07,73    |
| 6     | Japan               | Yūko Nakanishi      | 2:09,43    |
| 7     | Slowenien           | Sara Isakovič       | 2:09,66    |
| 8     | Frankreich          | Aurore Mongel       | 2:13,61    |

- WR: Jessicah Schipper (AUS) 2:05,40
- CR: Otylia Jędrzejczak (POL) 2:05,61
- Birgit Koschischek (AUT) belegte mit 2:15,90 Platz 30.
- Schwimmerinnen aus Deutschland oder der Schweiz waren nicht am Start.

### Rücken

#### 50m Rücken
Finale am 29. März
| Platz | Land                | Athletin                 | Zeit (s)    |
| ----- | ------------------- | ------------------------ | ----------- |
| 1     | USA                 | Leila Vaziri             | 28,16 (WR=) |
| 2     | Belarus             | Aljaksandra Herassimenja | 28,46       |
| 3     | Australien          | Tayliah Zimmer           | 28,50       |
| 4     | Volksrepublik China | Zhao Jing                | 28,54       |
| 5     | Japan               | Reiko Nakamura           | 28,64       |
| 6     | Volksrepublik China | Gao Chang                | 28,70       |
| 7     | Japan               | Mai Nakamura             | 28,86       |
| 8     | Deutschland         | Janine Pietsch           | 28,87       |

- Leila Vaziri (USA) stellte ihren eigenen WR und CR aus dem Halbfinale am 28. März 2007 ein.
- Antje Buschschulte (GER) wurde Zwölfte mit 29,00 im Halbfinale.
- Fabienne Nadarajah (AUT) wurde 24. mit 29,54 im Vorlauf.
- Aus der Schweiz ging keine Schwimmerin an den Start.

#### 100m Rücken
Finale am 27. März
| Platz | Land       | Athletin            | Zeit (min)   |
| ----- | ---------- | ------------------- | ------------ |
| 1     | USA        | Natalie Coughlin    | 0:59,44 (WR) |
| 2     | Frankreich | Laure Manaudou      | 0:59,87      |
| 3     | Japan      | Reiko Nakamura      | 1:00,40      |
| 4     | Australien | Emily Seebohm       | 1:00,52      |
| 5     | Japan      | Hanae Itō           | 1:00,63      |
| 6     | Ukraine    | Iryna Amschennikowa | 1:00,79      |
| 7     | Russland   | Anastassija Sujewa  | 1:01,38      |
| 8     | Australien | Tayliah Zimmer      | 1:02,68      |

- Natalie Coughlin (USA) verbesserte ihren eigenen WR vom 13. August 2002 (0:59,58) sowie ihren eigenen CR (bisher 1:00,00)
- Laure Manaudou (FRA) verbesserte den ER von Diana Mocanu (ROM) (bisher 1:00,21)
- Antje Buschschulte (GER) schied mit 1:01,71 als 13. des Halbfinals aus.
- Janine Pietsch (GER) wurde im Vorlauf 21. mit 1:02,72.
- Schwimmerinnen aus der Schweiz und aus Österreich gingen nicht an den Start.

#### 200m Rücken
Finale am 31. März
| Platz | Land            | Athletin           | Zeit (min)   |
| ----- | --------------- | ------------------ | ------------ |
| 1     | USA             | Margaret Hoelzer   | 2:07,16 (CR) |
| 2     | Simbabwe        | Kirsty Coventry    | 2:07,54      |
| 3     | Japan           | Reiko Nakamura     | 2:08,54      |
| 4     | Frankreich      | Esther Baron       | 2:09,59      |
| 5     | Japan           | Hanae Itō          | 2:10,57      |
| 6     | Ungarn          | Nikolett Szepesi   | 2:10,66      |
| 7     | Verein. Königr. | Elizabeth Simmonds | 2:11,09      |
| 8     | Italien         | Alessia Filippi    | 2:11,41      |

- WR: Krisztina Egerszegi (HUN) 2:06,62
- Margaret Hoelzer (USA) verbesserte den CR von He Cihong (CHN) (bisher: 2:07,40).
- Nicole Hetzer (GER) wurde im Vorlauf 25. mit 2:15,02.
- Schwimmerinnen aus Österreich und der Schweiz waren nicht am Start.

### Brust

#### 50m Brust
Finale am 1. April
| Platz | Land            | Athletin         | Zeit (s) |
| ----- | --------------- | ---------------- | -------- |
| 1     | USA             | Jessica Hardy    | 30,63    |
| 2     | Australien      | Leisel Jones     | 30,70    |
| 3     | USA             | Tara Kirk        | 31,05    |
| 4     | Australien      | Tarnee White     | 31,14    |
| 5     | Deutschland     | Janne Schäfer    | 31,35    |
| 6     | Neuseeland      | Zoe Baker        | 31,79    |
| 7     | Verein. Königr. | Kate Haywood     | 31,82    |
| 8     | Schweden        | Rebecca Ejdervik | 31,86    |

- WR: Jade Edmistone (AUS) 30,31
- CR: Jade Edmistone (AUS) 30,45
- Mirna Jukić (AUT) wurde mit 31,78 im Halbfinale 10.
- Aus der Schweiz war keine Schwimmerin am Start.

#### 100m Brust
Finale am 27. März
| Platz | Land            | Athletin          | Zeit (min)   |
| ----- | --------------- | ----------------- | ------------ |
| 1     | Australien      | Leisel Jones      | 1:05,72 (CR) |
| 2     | USA             | Tara Kirk         | 1:06,34      |
| 3     | Ukraine         | Hanna Chlistunowa | 1:07,27      |
| 4     | USA             | Jessica Hardy     | 1:07,38      |
| 5     | Verein. Königr. | Kirsty Balfour    | 1:08,05      |
| 6     | Australien      | Tarnee White      | 1:08,55      |
| 7     | Verein. Königr. | Kate Haywood      | 1:08,72      |
| 8     | Russland        | Jelena Bogomasowa | 1:08,96      |

- WR Leisel Jones (AUS) 1:05,09
- Leisel Jones verbesserte den CR von Jessica Hardy (USA), bisher 1:06,20
- Hanna Chlistunowa (UKR) stellte den ER von Emma Igelström (SWE) ein
- Birte Steven (GER) kam in 1:09,46 auf Platz 14, Janne Schäfer (GER) in 1:10,32 auf Platz 16 (beide im Halbfinale)
- Mirna Jukić (AUT) kam in 1:09,92 auf Platz 17 (im Vorlauf).
- Aus der Schweiz war keine Schwimmerin am Start.

#### 200m Brust
Finale am 30. März
| Platz | Land                | Athletin                      | Zeit (min) |
| ----- | ------------------- | ----------------------------- | ---------- |
| 1     | Australien          | Leisel Jones                  | 2:21,84    |
| 2     | Verein. Königr. USA | Kirsty Balfour Megan Jendrick | 2:25,94    |
| 4     | Südafrika           | Suzaan van Biljon             | 2:26,19    |
| 5     | Volksrepublik China | Luo Nan                       | 2:27,55    |
| 6     | Deutschland         | Birte Steven                  | 2:28,13    |
| 7     | Schweden            | Sandra Jacobson               | 2:28,25    |
| 8     | USA                 | Tara Kirk                     | 2:28,67    |

- Kirsty Balfour und Megan Jendrick wurde mit derselben Zeit gestoppt und erhielten jeweils eine Silbermedaille.
- WR Leisel Jones (AUS) 2:20,54
- CR Leisel Jones (AUS) 2:21,72
- Mirna Jukić (AUT) wurde im Halbfinale 12. mit 2:29,40.
- Anne Poleska (GER) erreichte mit 2:31,24 im Vorlauf Platz 20.
- Schwimmerinnen aus der Schweiz waren nicht am Start.

### Lagen

#### 200m Lagen
Finale am 26. März
| Platz | Land        | Athletin            | Zeit (min)   |
| ----- | ----------- | ------------------- | ------------ |
| 1     | USA         | Katie Hoff          | 2:10,13 (CR) |
| 2     | Simbabwe    | Kirsty Coventry     | 2:10,76      |
| 3     | Australien  | Stephanie Rice      | 2:11,42      |
| 4     | USA         | Whitney Myers       | 2:13,73      |
| 5     | Dänemark    | Julie Hjorth-Hansen | 2:14,05      |
| 6     | Australien  | Shayne Reese        | 2:14,89      |
| 7     | Argentinien | Georgina Bardach    | 2:15,26      |
| 8     | Kanada      | Julia Wilkinson     | 2:15,28      |

- WR Wu Yanyan (CHN) 2:09,72
- Katie Hoff verbesserte ihren eigenen CR (bisher 2:10,41)
- Nicole Hetzer (GER) wurde 9. mit 2:15,69.
- Mirna Jukić (AUT) wurde 27. mit 2:19,57, Nina Dittrich (AUT) wurde 30. mit 2:21,28 im Vorlauf.
- Aus der Schweiz war keine Schwimmerin am Start.

#### 400m Lagen
Finale am 1. April
| Platz | Land                | Athletin            | Zeit (min)   |
| ----- | ------------------- | ------------------- | ------------ |
| 1     | USA                 | Katie Hoff          | 4:32,89 (WR) |
| 2     | Russland            | Jana Martynowa      | 4:40,14      |
| 3     | Australien          | Stephanie Rice      | 4:41,19      |
| 4     | Australien          | Jennifer Reilly     | 4:41,53      |
| 5     | USA                 | Ariana Kukors       | 4:41,87      |
| 6     | Volksrepublik China | Yu Rui              | 4:44,49      |
| 7     | Argentinien         | Georgina Bardach    | 4:45,61      |
| 8     | Dänemark            | Julie Hjorth-Hansen | 4:46,97      |

- Katie Hoff verbesserte den WR von Jana Klotschkowa (UKR) (bisher: 4:33,59) sowie ihren eigenen CR (bisher: 4:36,07)
- Nicole Hetzer (GER) wurde im Vorlauf 10. mit 4:45,27.
- Aus der Schweiz und aus Österreich war keine Schwimmerin am Start.

### Staffel

#### 4 × 100m Freistil
Finale am 25. März
| Platz | Land                | Athletinnen                                                              | Zeit (min)   |
| ----- | ------------------- | ------------------------------------------------------------------------ | ------------ |
| 1     | Australien          | - Lisbeth Lenton - Melanie Schlanger - Shayne Reese - Jodie Henry        | 3:35,48 (CR) |
| 2     | USA                 | - Natalie Coughlin - Lacey Nymeyer - Amanda Weir - Kara Lynn Joyce       | 3:35,68      |
| 3     | Niederlande         | - Inge Dekker - Ranomi Kromowidjojo - Femke Heemskerk - Marleen Veldhuis | 3:36,81      |
| 4     | Deutschland         | - Petra Dallmann - Annika Lurz - Daniela Samulski - Britta Steffen       | 3:36,94      |
| 5     | Schweden            |                                                                          | 3:39,23      |
| 6     | Frankreich          |                                                                          | 3:40,09      |
| 7     | Volksrepublik China |                                                                          | 3:40,48      |
| 8     | Verein. Königr.     |                                                                          | 3:40,49      |

- WR GER 3:35,22
- Die Staffel Australiens verbesserte ihren eigenen CR (bisher 3:37,32)
- Die deutsche Staffel schwamm im Vorlauf mit Meike Freitag anstelle von Daniela Samulski.
- Staffeln aus Österreich oder der Schweiz waren nicht vertreten.

#### 4 × 200m Freistil
Finale am 29. März
| Platz | Land            | Athletinnen                                                       | Zeit (min)   |
| ----- | --------------- | ----------------------------------------------------------------- | ------------ |
| 1     | USA             | - Natalie Coughlin - Dana Vollmer - Lacey Nymeyer - Katie Hoff    | 7:50,09 (WR) |
| 2     | Deutschland     | - Meike Freitag - Britta Steffen - Petra Dallmann - Annika Lurz   | 7:53,82      |
| 3     | Frankreich      | - Alena Popchanka - Sophie Huber - Aurore Mongel - Laure Manaudou | 7:55,96      |
| 4     | Australien      |                                                                   | 7:56,42      |
| 5     | Verein. Königr. |                                                                   | 7:57,02      |
| 6     | Japan           |                                                                   | 7:58,04      |
| 7     | Schweden        |                                                                   | 8:02,34      |
| 8     | Niederlande     |                                                                   | 8:04,81      |

- Die US-Staffel stellte einen WR auf (bisher GER 7:50,82) und unterbot ihren eigenen CR (bisher 7:53,70).
- Staffeln aus Österreich oder der Schweiz waren nicht am Start.

#### 4 × 100m Lagen
Finale am 31. März
| Platz | Land                | Athletinnen                                                             | Zeit (min)   |
| ----- | ------------------- | ----------------------------------------------------------------------- | ------------ |
| 1     | Australien          | - Emily Seebohm - Leisel Jones - Jessicah Schipper - Lisbeth Lenton     | 3:55,74 (WR) |
| 2     | USA                 | - Natalie Coughlin - Tara Kirk - Rachel Komisarz - Lacey Nymeyer        | 3:58,31      |
| 3     | Volksrepublik China | - Xutian Longzi - Luo Nan - Zhou Yafei - Xu Yanwei                      | 4:01,97      |
| 4     | Verein. Königr.     |                                                                         | 4:02,18      |
| 5     | Russland            |                                                                         | 4:03,32      |
| 6     | Japan               |                                                                         | 4:03,33      |
| 7     | Deutschland         | - Antje Buschschulte - Birte Steven - Daniela Samulski - Britta Steffen | 4:03,34      |
| 8     | Schweden            |                                                                         | 4:06,16      |

- Die australische Staffel verbesserte ihren eigenen WR (bisher 3:56,30) und ihren eigenen CR (bisher 3:57,47).
- Staffeln aus Österreich oder der Schweiz waren nicht am Start.

### Freiwasserschwimmen

#### 5 Kilometer
18. März
| Platz | Land       | Athletin                 | Zeit (h)  |
| ----- | ---------- | ------------------------ | --------- |
| 1     | Russland   | Larissa Iltschenko       | 1:00:41,3 |
| 2     | Russland   | Jekaterina Seliwjorstowa | 1:00:43,6 |
| 3     | Australien | Kate Brookes-Peterson    | 1:00:47,6 |

- Britta Kamrau-Corestein (GER) wurde 4. mit 1:00:47,7
- Stefanie Biller (GER) wurde 19. mit 1:01:00,2
- Schwimmerinnen aus Österreich oder der Schweiz waren nicht am Start.

#### 10 Kilometer
20. März
| Platz | Land            | Athletin              | Zeit (h)  |
| ----- | --------------- | --------------------- | --------- |
| 1     | Russland        | Larissa Iltschenko    | 2:03:57,9 |
| 2     | Verein. Königr. | Cassie Patten         | 2:03:58,9 |
| 3     | Australien      | Kate Brookes-Peterson | 2:03:59,5 |

- Angela Maurer (GER) wurde 4. mit 2:04:00,7.
- Britta Kamrau-Corestein (GER) wurde 6. mit 2:04:05,8.
- Schwimmerinnen aus Österreich oder der Schweiz waren nicht am Start.

#### 25 Kilometer
24. und 25. März
| Platz | Land        | Athletin                | Zeit (h)  |
| ----- | ----------- | ----------------------- | --------- |
| 1     | Deutschland | Britta Kamrau-Corestein | 5:37:11,6 |
| 2     | USA         | Kalyn Keller            | 5:39:39,6 |
| 3     | Russland    | Xenia Popowa            | 5:39:51,5 |

- Angela Maurer (GER) wurde 4. mit 5:40:22,1
- Schwimmerinnen aus Österreich oder der Schweiz waren nicht am Start.

Das Rennen wurde am 24. März wegen starken Windes und Wellengangs nach 12,5 km abgebrochen und am folgenden Tag mit den Zeitabständen zum Zeitpunkt des Abbruchs mit einer zweiten Etappe fortgesetzt.

## Synchronschwimmen
Erstmals wurden für das technische und das freie Programm separate Medaillen vergeben, um den Athletinnen die Wahl zu lassen, welches Programm sie schwimmen möchten. Neu im Weltmeisterschaftsprogramm war zudem die Kombination.

### Kombination
Finale am 18. März
| Platz | Land     | Athletinnen | Punkte |
| ----- | -------- | --- | ------ |
| 1     | Russland | Anastassija Dawydowa Anastassija Jermakowa Elwira Chassjanowa Marija Gromowa Natalja Ischtschenko Olga Kuschela Swetlana Romaschina Anna Schorina Jelena Owtschinnikowa Anna Nassekina | 99,000 |
| 2     | Japan    | Ai Aoki Saho Harada Naoko Kawashima Hiromi Kobayashi Erika Komura Takako Konishi Ayako Matsumura Emiko Suzuki Erina Suzuki Masako Tachibana                                            | 97,833 |
| 3     | USA      | Brooke Abel Janet Culp Katherine Hooven Christina Jones Rebekah Kim Meghan Kinney Andrea Nott Annabelle Orme Jillian Penner Kimberly Probst                                            | 96,500 |

- Ein deutsches Team war nicht am Start.

### Solo (technisches Programm)
Finale am 19. März
| Platz | Land     | Athletin             | Punkte |
| ----- | -------- | -------------------- | ------ |
| 1     | Russland | Natalja Ischtschenko | 99,000 |
| 2     | Spanien  | Gemma Mengual        | 98,000 |
| 3     | Japan    | Saho Harada          | 96,833 |

- Lisa Lacker (GER) schied im Vorkampf als 20. mit 81,500 Punkten aus.

### Duett (technisches Programm)
Finale am 20. März
| Platz | Land     | Athletinnen                                | Punkte |
| ----- | -------- | ------------------------------------------ | ------ |
| 1     | Russland | Anastassija Dawydowa Anastassija Jermakowa | 98,833 |
| 2     | Spanien  | Gemma Mengual Paola Tirados                | 97,500 |
| 3     | Japan    | Saho Harada Emiko Suzuki                   | 97,167 |

- Das deutsche Duo Lisa Lacker und Iris Zeppenfeld schied im Vorkampf auf Platz 28 mit 78,167 Punkten aus.

### Team (technisches Programm)
Finale am 21. März
| Platz | Land     | Athletinnen | Punkte |
| ----- | -------- | --- | ------ |
| 1     | Russland | Elwira Chassjanowa Marija Gromowa Natalja Ischtschenko Olga Kuschela Swetlana Romaschina Anna Schorina Jelena Owtschinnikowa Anna Nassekina | 99,000 |
| 2     | Japan    | Naoko Kawashima Chisa Kobayashi Hiromi Kobayashi Erika Komura Ayako Matsumura Emiko Suzuki Erina Suzuki Masako Tachibana                    | 97,833 |
| 3     | Spanien  | Alba María Cabello Ona Carbonell Andrea Fuentes Tina Fuentes Gemma Mengual Gisela Morón Irina Rodríguez Paola Tirados                       | 97,167 |

- Das deutsche Team mit Christin Fieber, Kathrin Funke, Wiebke Jeske, Lisa Lacker, Daniela Ohayon, Lorea Urquiaga, Iris Zeppenfeld und Melanie Zillich belegte im Vorkampf mit 78,833 Punkten den 17. Platz.

### Solo (freies Programm)
Finale am 22. März
| Platz | Land       | Athletin             | Punkte |
| ----- | ---------- | -------------------- | ------ |
| 1     | Frankreich | Virginie Dedieu      | 99,500 |
| 2     | Russland   | Natalja Ischtschenko | 98,500 |
| 3     | Spanien    | Gemma Mengual        | 98,000 |

- Lisa Lacker (GER) schied im Vorkampf als 20. mit 81,333 Punkten aus.

### Duett (freies Programm)
Finale am 23. März
| Platz | Land     | Athletinnen                                | Punkte |
| ----- | -------- | ------------------------------------------ | ------ |
| 1     | Russland | Anastassija Dawydowa Anastassija Jermakowa | 99,333 |
| 2     | Spanien  | Gemma Mengual Paola Tirados                | 97,667 |
| 3     | Japan    | Ayako Matsumura Emiko Suzuki               | 97,333 |

- Lisa Lacker und Iris Zeppenfeld (GER) belegten im Vorkampf Platz 25 mit 81,167 Punkten.

### Team (freies Programm)
Finale am 24. März
| Platz | Land     | Athletinnen | Punkte |
| ----- | -------- | --- | ------ |
| 1     | Russland | Elwira Chassjanowa Marija Gromowa Natalja Ischtschenko Olga Kuschela Swetlana Romaschina Anna Schorina Jelena Owtschinnikowa Anna Nassekina | 99,000 |
| 2     | Spanien  | Andrea Fuentes Tina Fuentes Thaïs Henríquez Gemma Mengual Gisela Morón Irina Rodríguez Paola Tirados Cristina Violán                        | 98,500 |
| 3     | Japan    | Saho Harada Naoko Kawashima Hiromi Kobayashi Erika Komura Takako Konishi Ayako Matsumura Emiko Suzuki Masako Tachibana                      | 97,334 |

- Das deutsche Team mit Christin Fieber, Kathrin Funke, Wiebke Jeske, Anja Kühn, Lisa Lacker, Lorea Urquiaga, Iris Zeppenfeld und Melanie Zillich schied im Vorkampf mit 81,334 Punkten als 16. aus.

## Kunst- und Turmspringen Männer

### 1 Meter
Finale am 21. März
| Platz | Land                | Athlet              | Punkte |
| ----- | ------------------- | ------------------- | ------ |
| 1     | Volksrepublik China | Luo Yutong          | 477,40 |
| 2     | Volksrepublik China | He Chong            | 469,85 |
| 3     | Italien             | Christopher Sacchin | 441,40 |
| 4     | Vereinigte Staaten  | Christopher Colwill | 432,10 |
| 5     | Ukraine             | Illja Kwascha       | 414,90 |
| 6     | Russland            | Artem Lwow          | 393,15 |

- Patrick Hausding (GER) schied im Halbfinale mit 382,85 Punkten aus
- Tobias Schellenberg (GER) schied im Halbfinale mit 376,40 Punkten aus

### 3 Meter
Finale am 23. März
| Platz | Land                | Athlet              | Punkte |
| ----- | ------------------- | ------------------- | ------ |
| 1     | Volksrepublik China | Qin Kai             | 545,35 |
| 2     | Kanada              | Alexandre Despatie  | 518,65 |
| 3     | Russland            | Dmitri Sautin       | 517,10 |
| 4     | Japan               | Ken Terauchi        | 502,30 |
| 5     | Russland            | Alexander Dobroskok | 502,20 |
| 6     | Volksrepublik China | He Chong            | 499,65 |
| 7     | Vereinigte Staaten  | Troy Dumais         | 487,60 |
| 8     | Brasilien           | César Castro        | 469,90 |

- Christian Löffler (GER) schied im Halbfinale mit 315,45 Punkten aus

### 10 Meter
Finale am 25. März
| Platz | Land                | Athlet              | Punkte |
| ----- | ------------------- | ------------------- | ------ |
| 1     | Russland            | Gleb Galperin       | 554,70 |
| 2     | Volksrepublik China | Zhou Lüxin          | 519,15 |
| 3     | Volksrepublik China | Lin Yue             | 513,70 |
| 4     | Russland            | Dmitri Dobroskok    | 499,90 |
| 5     | Mexiko              | Rommel Pacheco      | 488,05 |
| 6     | Kuba                | José Antonio Guerra | 477,80 |
| 7     | Malaysia            | Bryan Lomas         | 469,25 |
| 8     | Kanada              | Alexandre Despatie  | 453,75 |

- Sascha Klein (GER) schied im Halbfinale mit 395,60 Punkten aus

### Synchron 3 Meter
Finale am 19. März
| Platz | Land                | Athleten                              | Punkte |
| ----- | ------------------- | ------------------------------------- | ------ |
| 1     | Volksrepublik China | - Qin Kai - Wang Feng                 | 458,76 |
| 2     | Kanada              | - Alexandre Despatie - Arturo Miranda | 418,92 |
| 3     | Deutschland         | - Tobias Schellenberg - Andreas Wels  | 414,54 |
| 4     | Vereinigte Staaten  | - Troy Dumais - Mitchell Richeson     | 414,24 |
| 5     | Italien             | - Nicola Marconi - Tommaso Marconi    | 407,04 |
| 6     | Kuba                | - Erick Fornaris - Jorge Betancourt   | 400,38 |
| 7     | Australien          | - Scott Robertson - Grant Nel         | 389,55 |
| 8     | Malaysia            | - Yeoh Ken Nee - Rossharisham Roslan  | 386,37 |

### Synchron 10 Meter
Finale am 26. März
| Platz | Land                | Athleten                                       | Punkte |
| ----- | ------------------- | ---------------------------------------------- | ------ |
| 1     | Volksrepublik China | - Huo Liang - Lin Yue                          | 489,48 |
| 2     | Russland            | - Dmitri Dobroskok - Gleb Galperin             | 467,16 |
| 3     | USA                 | - David Boudia - Thomas Finchum                | 463,56 |
| 4     | Kuba                | - Erick Fornaris - José Antonio Guerra         | 433,80 |
| 5     | Ukraine             | - Oleksandr Horschkowosow - Dmytro Meschenskyj | 423,36 |
| 6     | Italien             | - Michele Benedetti - Francesco Dell’Uomo      | 406,86 |
| 7     | Deutschland         | - Sascha Klein - Heiko Meyer                   | 404,10 |
| 8     | Belarus             | - Alexander Warlamow - Wadim Kaptur            | 402,51 |

## Kunst- und Turmspringen Frauen

### 1 Meter
Finale am 23. März
| Platz | Land                | Athlet          | Punkte |
| ----- | ------------------- | --------------- | ------ |
| 1     | Volksrepublik China | He Zi           | 316,65 |
| 2     | Kanada              | Blythe Hartley  | 311,20 |
| 3     | Russland            | Julia Pachalina | 304,60 |
| 4     | Schweden            | Anna Lindberg   | 300,05 |
| 5     | Russland            | Irina Laschko   | 291,95 |
| 6     | Vereinigte Staaten  | Allison Brennan | 287,75 |

- Ditte Kotzian (GER) schied im Halbfinale mit 255,80 Punkten aus.
- Heike Fischer (GER) schied im Halbfinale mit 249,15 Punkten aus.

### 3 Meter
Finale am 25. März
| Platz | Land                | Athletin         | Punkte |
| ----- | ------------------- | ---------------- | ------ |
| 1     | Volksrepublik China | Guo Jingjing     | 381,75 |
| 2     | Volksrepublik China | Wu Minxia        | 368,80 |
| 3     | Italien             | Tania Cagnotto   | 341,70 |
| 4     | Schweden            | Anna Lindberg    | 334,05 |
| 5     | Russland            | Julia Pachalina3 | 320,10 |
| 6     | Vereinigte Staaten  | Nancilea Foster  | 312,70 |
| 7     | Deutschland         | Katja Dieckow    | 311,00 |
| 8     | Kanada              | Blythe Hartley   | 301,35 |

### 10 Meter
Finale am 21. März
| Platz | Land                | Athlet          | Punkte |
| ----- | ------------------- | --------------- | ------ |
| 1     | Volksrepublik China | Wang Xin        | 432,85 |
| 2     | Volksrepublik China | Chen Ruolin     | 410,30 |
| 3     | Deutschland         | Christin Steuer | 386,85 |
| 4     | Vereinigte Staaten  | Laura Wilkinson | 361,80 |
| 5     | Kanada              | Émilie Heymans  | 346,05 |
| 6     | Frankreich          | Claire Febvay   | 324,95 |
| 7     | Mexiko              | Paola Espinosa  | 296,65 |
| 8     | Österreich          | Anja Richter    | 296,10 |

- Annett Gamm (GER) wurde 9. mit 291,30 Punkten

### Synchron 3 Meter
Finale am 26. März
| Platz | Land                   | Athletinnen                           | Punkte |
| ----- | ---------------------- | ------------------------------------- | ------ |
| 1     | Volksrepublik China    | - Wu Minxia - Guo Jingjing            | 355,80 |
| 2     | Deutschland            | - Ditte Kotzian - Heike Fischer       | 318,45 |
| 3     | Australien             | - Sharleen Stratton - Briony Cole     | 313,14 |
| 4     | Ukraine                | - Olena Fedorowa - Alewtina Korolyowa | 302,82 |
| 5     | Schweden               | - Martina Andrén - Anna Lindberg      | 296,46 |
| 6     | Russland               | - Irina Laschko - Julija Pachalina    | 296,22 |
| 7     | Mexiko                 | - Paola Espinosa - Laura Sánchez      | 294,90 |
| 8     | Vereinigtes Königreich | - Tandi Gerrard - Hayley Sage         | 294,36 |

### Synchron 10 Meter
Finale am 19. März
| Platz | Land                | Athletinnen                             | Punkte |
| ----- | ------------------- | --------------------------------------- | ------ |
| 1     | Volksrepublik China | - Jia Tong - Chen Ruolin                | 361,32 |
| 2     | Australien          | - Briony Cole - Melissa Wu              | 324,00 |
| 3     | Deutschland         | - Annett Gamm - Nora Subschinski        | 306,63 |
| 4     | Kanada              | - Meaghan Benfeito - Roseline Filion    | 303,60 |
| 5     | Vereinigte Staaten  | - Haley Ishimatsu - Mary Beth Dunnichay | 298,80 |
| 6     | Russland            | - Tatiana Perunina - Jana Saitsewa      | 294,36 |
| 7     | Mexiko              | - Paola Espinosa - Jashia Luna          | 290,88 |
| 8     | Japan               | - Misako Yamashita - Mai Nakagawa       | 287,76 |

## Wasserball Männer
Alle Spiele, alle Ergebnisse: Wasserball-Weltmeisterschaften 2007
| Platz | Land         | Athleten |
| ----- | ------------ | --- |
| 1     | Kroatien     | Samir Barač, Miho Bošković, Damir Burić, Andro Bušlje, Teo Đogaš, Igor Hinić, Maro Joković, Aljoša Kunac, Pavo Marković, Josip Pavić, Mile Smodlaka, Frano Vićan, Zdeslav Vrdoljak                      |
| 2     | Ungarn       | Tibor Benedek, Péter Biros, Rajmund Fodor, Tamás Kásás, Gábor Kis, Gergely Kiss, Norbert Madaras, Tamás Molnár, Viktor Nagy, Zoltán Szécsi, Márton Szivós, Dániel Varga, Dénes Varga                    |
| 3     | Spanien      | Iñaki Aguilar, Ángel Luis Andreo, Iván Gallego, Mario García, Xavier García, David Martin, Marc Minguell, Guillermo Molina, Iván Pérez, Felipe Perrone, Ricardo Perrone, Svilen Piralkov, Xavier Vallès |
| 4     | Serbien      | |
| 5     | Italien      | |
| 6     | Griechenland | |
| 7     | Russland     | |
| 8     | Deutschland  | |

- Finale
- CRO – HUN 9:8 (nach Verlängerung)
- Spiel um Platz 3
- SRB – ESP 17:18 (nach Penalty-Werfen)
- Spiel um Platz 5
- GRE – ITA 15:16 (nach Penalty-Werfen)
- Spiel um Platz 7
- RUS – GER 11:8

## Wasserball Frauen
Alle Spiele, alle Ergebnisse: Wasserball-Weltmeisterschaften 2007
| Platz | Land         | Athletinnen |
| ----- | ------------ | --- |
| 1     | USA          | Elizabeth Armstrong, Patricia Cardenas, Kameryn Craig, Natalie Golda, Alison Gregorka, Brittany Hayes, Jaime Hipp, Ericka Lorenz, Heather Petri, Moriah van Norman, Brenda Villa, Lauren Wenger, Elsie Windes                                                           |
| 2     | Australien   | Gemma Beadsworth, Nikita Cuffe, Suzannah Fraser, Hadley Gemma, Taniele Gofers, Kate Gynther, Amy Hetzel, Bronwen Knox, Emma Knox, Alicia McCormack, Melissa Rippon, Rebecca Rippon, Mia Santoromito                                                                     |
| 3     | Russland     | Olga Fomischewa, Nadeschda Glysina, Sofia Konuch, Marija Kowtunowskaja, Jekaterina Pantjulina, Natalia Ryschowa-Alenitschewa, Natalia Schepelina, Jelena Smurowa, Jewgenia Sobolewa, Walentina Woronzowa, Alena Wylegschanina, Jekaterina Zubaschewa, Anastasia Zubkowa |
| 4     | Ungarn       | |
| 5     | Italien      | |
| 6     | Kanada       | |
| 7     | Spanien      | |
| 8     | Griechenland | |

- Finale
- AUS – USA 5:6
- Spiel um Platz 3
- RUS – HUN 9:8
- Spiel um Platz 5
- ITA – CAN 7:3
- Spiel um Platz 7
- GRE – ESP 9:11
- Das deutsche Team wurde 11.